# Powrót Odysa (serial telewizyjny)
Powrót Odysa – serial telewizyjny produkcji francusko-portugalsko-włoskiej z 2013 roku, bazujący na poemacie Odyseja Homera. Serial liczy 12 odcinków. W Polsce emitowany na TVP Historia.

## Główne role[2]
- Alessio Boni - Odyseusz
- Caterina Murino - Penelopa
- Karina Testa - Cléa
- Carlo Brandt - Laertes
- Niels Schneider - Telemach
- Fanny Paliard - Maia